# 安東尼·曼
安東尼·曼（英語：Anthony Mann，1906年6月30日—1967年4月29日），奧地利裔美國導演。主要活躍於1940年代至1960年代。
安東尼·曼的電影作品風格，從初期的黑色電影，到西部片、史詩片等類型。他通常被認為可以點鐵成金，將原本是B級片的題材提升至A級片的格局、請到一線影星出演低預算電影、並得到主要獎項的提名或得獎。他與詹姆斯·史都華曾合作達8次，其合作模式成為一時典範。他的絕大部分作品在當時都賣座甚佳，其中與詹姆斯·史都華合作的8部作品、其他的西部片、以及後期的史詩電影，至今在歐美國家仍膾炙人口。但是安東尼·曼的藝術成就在當時並未得到高度肯定，是直到晚近才逐漸被稱許。他被認為是將心理戲帶至西部片的傑出導演，至今已被列名為好萊塢的黃金時期的重要導演之一。
安東尼·曼曾經得到金球獎及美國導演工會的最佳導演獎提名。他在好萊塢星光大道有屬於他的星。

## 主要電影作品
- 《復仇女神》(The Furies) (1950年)、（主演：芭芭拉·斯坦域。）
- 《無敵連環槍》(Winchester '73) (1950年)、（主演：詹姆斯·史都華。）
- 《怒河》(Bend of the River) (1952年)、（主演：詹姆斯·史都華。）
- 《葛倫米勒傳》(The Glenn Miller Story) (1953年)、（主演：詹姆斯·史都華、裘·艾莉森。奧斯卡獎得獎。）
- 《霹靂灣風雲》(Thunder Bay) (1953年)、（主演：詹姆斯·史都華。）
- 《血泊飛車》(The Naked Spur) (1953年)、（主演：詹姆斯·史都華、珍妮·李。奧斯卡獎提名、美國國家電影保護局典藏。）
- 《遠鄉》(The Far Country) (1954年)、（主演：詹姆斯·史都華。）
- 《血戰蛇江》(The Man from Laramie) (1955年)、（主演：詹姆斯·史都華。）
- 《戰略空軍》(Strategic Air Command) (1955年)、（主演：詹姆斯·史都華、裘·艾莉森。奧斯卡獎提名、美國電影評議會得獎。）
- 《錫星》(The Tin Star) (1957年)、（主演：亨利·方達、安東尼·柏金斯。奧斯卡獎提名。）
- 《西部人》(Man of the West) (1958年)、（主演：賈利·古柏。）
- 《萬世英雄》(El Cid) (1961年)、（主演：卻爾登·希斯頓、索非婭·羅蘭。奧斯卡獎提名、金球獎得獎、美國導演工會提名、英國電影攝影師協會得獎、最佳音效剪輯金帶獎得獎。）
- 《羅馬帝國淪亡錄》(The Fall of the Roman Empire) (1964年)、（主演：索非婭·羅蘭。奧斯卡獎提名、金球獎得獎。）
- 《鐵勒瑪九壯士》(The Heroes of Telemark) (1965年)、（主演：寇克·道格拉斯。）

## 外部連結
- Anthony Mann在互联网电影资料库（IMDb）上的資料（英文）
- Senses of Cinema: Great Directors Critical Database （页面存档备份，存于）
- El western de Anthony Mann (español)
- The Films of Anthony Mann
- Anthony Mann Profile （页面存档备份，存于） at Turner Classic Movies
- Anthony Mann （页面存档备份，存于） by Emil Anton Bundmann at Senses of Cinema